# سیارک ۳۵۴۴۶
سیارک ۳۵۴۴۶ (به انگلیسی: 35446 Stana، نامگذاری:1998CK1) سی و پنج هزار و چهارصد و چهل و ششمین سیارک کشف شده‌است که در ۶ فوریه ۱۹۹۸ کشف شد.